# Хезден-Золдер
Хезден-Золдер (хол. Heusden-Zolder) је општина у Белгији у региону Фландрија у покрајини Лимбург. Према процени из 2007. у општини је живело 31.017 становника.

## Становништво
Према процени, у општини је 1. јануара 2015. живело 32.774 становника.
| 1984.  | 2000.  | 2010. | 2015. |
| ------ | ------ | ----- | ----- |
| 27.541 | 30.105 | 31526 | 32774 |